# Znižanje tališča
Znižanje tališča ali znižanje zmrzišča je pojav, da imajo raztopine nižje tališče kot čista topila.

## Definicija
Znižanje tališča ΔT razredčene raztopine je sorazmerno njeni molalni koncentraciji (moli topljenca b na kilogram topila): 
{\displaystyle \Delta T=E_{n}\cdot b}
En je krioskopska konstanta, ki je odvisna samo od topila:
{\displaystyle E_{n}=R{\frac {T_{g}^{2}}{L_{S}}}},
R = plinska konstanta = 8,314472 J/(mol·K),

Tg = temperatura tališča topila [K] in

LS = talilna toplota topila [J/kg].
Izpeljana je iz Raoultovega zakona, ki pravi, da je parni tlak raztopine vsota delnih tlakov njenih komponent:
{\displaystyle p=p_{A}^{0}\cdot x_{A}+p_{B}^{0}\cdot x_{B}+\cdots }
in Clausius-Clapeyronove enačbe, ki obravnava odvisnost parnega tlaka od temperature: 
{\displaystyle p_{s}=p_{s0}e^{(M{\overline {q}}_{i}/R)(1/T_{0}-1/T)}\;.}
Krioskopska konstanta vode je 1,86 kg·K·mol-1. To pomeni, da se tališče raztopine, v kateri je v enem kilogramu vode raztopljen en mol topljenca, zniža za 1,86 K. Pri računanju koncentracije spojin, ki disociirajo, je treba upoštevati, da na primer iz NaCl nastaneta dva mola ionov (Na+ in Cl-), iz CaCl2 pa trije moli ionov (Ca2+ in 2 Cl-), zato je molalnost v prvem primeru dvakrat, v drugem primeru pa trikrat višja. 
Enačba velja samo za zelo razredčene raztopine s koncentracijami < 0,1 mol/L. Pri višjih koncentracijah je treba namesto koncentracije upoštevati aktivnost topila in topljenca. Zelo koncentrirane raztopine imajo tudi trojno točko, nad katero predhodno zmrzuje samo topilo, tako da postaja raztopina vedno bolj koncentrirana.

## Uporabnost
Znižanje tališča ima veliko uporabnost. Hladilna tekočina (antifriz) v avtomobilskih motorjih je zmes vode in glikola, ki zmrzne šele pri zelo nizkih temperaturah od -30 do -40 °C. Podobno deluje sol (natrijev klorid) med  zimskim  soljenjem cest, ki zniža tališče do največ -18 °C. Pri nižjih temperaturah ni več učinkovita.
Znižanje tališča izkoriščajo tudi nekateri organizmi, ki živijo v ekstremnem mrazu. Razvili so mehanizem, s katerim pri nizkih temperaturah proizvajajo velike količine različnih spojin, na primer sorbitola in glicerola, ki znižajo zmrzišče vode v njihovih tkivih. Mednje spadajo na primer riba snetec (Osmerus mordax) iz Arktike in žaba Pseudacris crucifer, katere jetra pri nizkih prenehajo izločati glikogen in namesto njega izločajo velike količine glukoze.
Merjenje znižanja tališča je tudi metoda za ugotavljanje molske mase in/ali stopnja disociacije  topljenca. Metoda se imenuje krioskopija (iz grškega starogrško κρύο [krio] – hladno in starogrško σκοπέω [skopéo]  – opazovati), in temelji na zelo natančnem merjenju zmrzišča. Stopnja disociacije se meri z določanjem  van 't Hoffovega faktorja i, tako da se znano molsko maso topljenca primerja z njegovo molsko maso v raztopini. Večina snovi, ki ne disociirajo, ima van 't Hoffovega faktor 1. Metoda je uporabna predvsem za določanje molskih mas organskih spojin v nepolarnih topilih. Krioskopija ni več tako pogosta metoda, kot je bila na začetku 20. stoletja, še vedno pa se poučuje kot koristen analitični postopek. Na ta način so določili na primer molsko maso naftalena.
Znižanje tališča se lahko uporablja tudi kot orodje za ugotavljanje čistosti snovi, kadar se snov analizira z dinamično diferenčno kalorimetrijo. Metoda se uporablja, ko druge metode zatajijo.
Na podoben način bi se namesto znižanja tališča lahko uporabilo zvišanje vrelišča. Prednost znižanja tališča je v tem, da je krioskopska konstanta večja od ebulioskopske konstante in da se tališče pogosto laže in bolj natančno izmeri kot vrelišče. Krioskopska metoda je torej  mnogo bolj natančna. 
Merjenje znižanja tališča se v mlečni industriji uporablja za ugotavljanje, ali je bila mleku dodana voda. Znižanje zmrzišča (tališča) povprečnega mleka je 0,540 °C, zato se vse mleko z znižanjem zmrzišča, večjim od  0,509 °C, obravnava kot neponarejeno.

## Krioskopske konstante nekaterih topil
| Topilo      | Tališče [°C] | Krioskopska konstanta [K·kg/mol] |
| ----------- | ------------ | -------------------------------- |
| voda        | 0            | −1,86                            |
| naftalen    | 80,2         | −6,80                            |
| kloroform   | −63,5        | −4,68                            |
| benzen      | 5,5          | −5,12                            |
| kafra       | 179          | −39,7                            |
| etanol      | −114,6       | −1,99                            |
| cikloheksan | 6,4          | −20,2                            |